# Кочарян, Люси
Люси Кочарян (род. 1984, Армянская ССР) — армянская журналистка и блогер, известная тем, что выступила против гендерного насилия в своей стране. В марте 2020 года получила Международную женскую награду за отвагу, став первой награждённой ей армянкой.

## Биография
Кочарян родилась в 1984 году. Она работает журналисткой, радиоведущей и блогером. Она ведёт две передачи на Общественном радио Армении, в которых поднимает вопросы здоровья, женщин и детей.
В августе 2018 года она начала высказываться о детях с проблемами психического здоровья и гендерном насилии, запустив в Facebook в июле 2019 года кампанию «Голос насилия» (#Բռնության_ձայնը, Brnutian Dzayne). Кампания была вызвана сообщением от чешской девушки Евы, которая столкнулась в Армении с сексуальным насилием и затем не получила помощи или поддержки. Кочарян создала хэштег и обнаружила, что многие поделились с Евой своим подобным опытом. Насилие по признаку пола является традиционной чертой Армении, и Люси столкнулась с большой критикой за свою позицию.
В марте 2020 года она была выбрана лауреаткой Международной женской премии за отвагу. Награду 4 марта 2020 года вручили первая леди Мелания Трамп и госсекретарь Майк Помпео в Вашингтоне, округ Колумбия. На церемонии присутствовала супруга премьер-министра Армении Анна Акопян.